# San Antonio de Flores (Choluteca)
San Antonio de Flores es un municipio del departamento de Choluteca en la República de Honduras.

## Toponimia
Su nombre proviene de Antonio de Padua, santo de la iglesia católica y por el cultivo de flores que abundan el municipio.

## Límites
| Orientación | Límite                                   |
| ----------- | ---------------------------------------- |
| Norte       | Municipio de La Venta, Francisco Morazán |
| Sur         | Municipio de Pespire, Choluteca          |
| Este        | Municipio de San Isidro, Choluteca       |
| Oeste       | Municipio de Pespire, Choluteca          |

## Historia
En 1881, el municipio fue creado.
En 1887, en el censo de 1887 figura como municipio del distrito de Pespire.

## Demografía
San Antonio de Flores, Choluteca tiene una población actual de 6,073 habitantes.De la población total, el 49.6% son hombres y el 50.4% son mujeres. Casi el 100% de la población vive en la zona rural.

## División política
Aldeas: 7 (2013)
Caseríos: 49 (2013)
| Código | Aldea                                          |
| ------ | ---------------------------------------------- |
| 061201 | San Antonio de Flores (cabecera del municipio) |
| 061202 | El Jícaro                                      |
| 061203 | Las Playitas                                   |
| 061204 | Moramulca                                      |
| 061205 | El Rebalse                                     |
| 061206 | Las Cañas                                      |
| 061207 | Las Trojas                                     |